# Nanophyllium adisi
Nanophyllium adisi is een insect uit de orde Phasmatodea en de  familie Phylliidae. De wetenschappelijke naam van deze soort is voor het eerst geldig gepubliceerd in 2003 door Zompro & Groesser.